# Eurypleuron
Eurypleuron is een geslacht van straalvinnige vissen uit de familie van parelvissen (Carapidae). Het geslacht is voor het eerst wetenschappelijk beschreven in 1990 door Markle & Olney.

## Soorten
- Eurypleuron cinereum (Smith, 1955)
- Eurypleuron owasianum (Matsubara, 1953)